# Нексковін (Орегон)
Нексковін (англ. Neskowin) — переписна місцевість (CDP) в США, в окрузі Тілламук штату Орегон. Населення — 205 осіб (2020).

## Географія
Нексковін розташований за координатами 45°7′15″ пн. ш. 123°58′35″ зх. д. / 45.12083° пн. ш. 123.97639° зх. д. (45.120823, -123.976305).  За даними Бюро перепису населення США в 2010 році переписна місцевість мала площу 3,60 км², уся площа — суходіл.

## Демографія
Згідно з переписом 2010 року, у переписній місцевості мешкали 134 особи в 71 домогосподарстві у складі 45 родин. Густота населення становила 37 осіб/км².  Було 464 помешкання (129/км²).
Расовий склад населення:
| - 95,5 % — білих - 1,5 % — азіатів - 1,5 % — осіб інших рас |

До двох чи більше рас належало 1,5 %. Частка іспаномовних становила 2,2 % від усіх жителів.
За віковим діапазоном населення розподілялося таким чином: 9,7 % — особи молодші 18 років, 61,9 % — особи у віці 18—64 років, 28,4 % — особи у віці 65 років та старші. Медіана віку мешканця становила 60,0 року. На 100 осіб жіночої статі у переписній місцевості припадало 88,7 чоловіків;  на 100 жінок у віці від 18 років та старших — 95,2 чоловіків також старших 18 років.
Цивільне працевлаштоване населення становило 15 осіб. Основні галузі зайнятості: фінанси, страхування та нерухомість — 60,0 %, освіта, охорона здоров'я та соціальна допомога — 40,0 %.